# Софиади, Рахмат
Рахма́т Сукра́ Софиа́ди, более известный, как Рахма́т Софиа́ди (болг. Рахмат Сукра Софиади; 15 ноября 1965 года, София, Народная Республика Болгария) — болгарский борец вольного стиля и тренер. Чемпион мира, призёр Олимпийских игр и чемпионата Европы.

## Биография
Родился 15 ноября 1965 года в Софии. Его отец — индонезиец, мать — болгарка. На юношеских и молодёжных турнирах по вольной борьбе выступал под фамилией отца — Сукра.
Вырос в городе Русе, там окончил спортивную школу, в которую перешел в 4 классе. Вольной борьбой начал заниматься в 6 классе.

### Спортивная карьера
- Чемпион мира (1990). В финале, проигрывая советскому борцу Насыру Гаджиханову со счётом 0-5, на последних секундах выиграл схватку со счётом 6-5.
- Бронзовый призёр Олимпийских игр 1988 года в Сеуле.
- Выступал на Олимпийских играх 1992 года в Барселоне (11 место).
- Бронзовый призёр чемпионата Европы (1988).
- Серебряный призёр Игр доброй воли (1990), бронзовый призёр Игр доброй воли (1986).
- Победитель Международного турнира «Дан Колов[болг.]» 1991 года. Награждён золотым поясом «Дан Колов» как лучший болгарский борец.
- Чемпион мира среди молодёжи (1985).

### Тренерская карьера
По окончании спортивной карьеры стал бизнесменом. Позднее перешёл на тренерскую работу. Работает в спортклубе ЦСКА (София). Является старшим тренером юношеской сборной Болгарии по вольной борьбе. По состоянию на 2015 год также являлся генеральным секретарем Федерации борьбы Болгарии (БФБ).

### Семья
Женат. Имеет двух сыновей и дочь. Оба сына стали борцами вольного стиля. Старший сын — Ивайло Софиади, был членом молодежной сборной Болгарии, младший — Валентин Софиади, членом национальной сборной Болгарии (2012—2014).

## Видео
- Чемпионат мира 1990, вольная борьба, до 74 кг, финал: Насыр Гаджиханов (СССР) — Рахмат Сукра Софиади (Болгария)